# Панченко, Андрей Борисович
Андрей Борисович Панченко — советский и российский авто- и мотогонщик.
Чемпион России по мотокроссу и авторалли, призёр чемпионата СССР, член сборной России и СССР. Мастер спорта по мотокроссу и авторалли.
С 2010 года тренер Челябинской школы автоспорта. Воспитал много призёров и чемпионов в автоспорте.